# Meshell Ndegeocello
Michelle Lynn Johnson (Berlim, 29 de agosto de 1968), conhecida artisticamente como Meshell Ndegeocello, é uma cantora, compositora, rapper e baixista norte-americana.